# Jin Mindi
Mindi (愍帝) est un empereur de Chine de la dynastie Jin de l'Ouest né en 300 et mort le 7 février 318. Dernier représentant de la branche occidentale de la dynastie, il règne de 313 à 316.

## Biographie
Sima Ye est le fils de Sima Yan, prince de Wu, et de son épouse Dame Xun. Par son père, il est le petit-fils de l'empereur Wudi, le fondateur de la dynastie Jin. En 311, son oncle, l'empereur Huaidi, est capturé par les troupes du Zhao antérieur lorsqu'elles s'emparent de la capitale de Jin, Luoyang. Sima Ye parvient à s'échapper et devient la figure de proue de la résistance aux envahisseurs. Il adopte le titre d'empereur après l'exécution de Huaidi, en 313.
Le nouvel empereur Mindi fait appel à ses cousins Sima Bao (en) et Sima Rui pour lutter contre le Zhao antérieur, mais ces derniers négligent de lui venir en aide. Le général Liu Yao (en) mène une nouvelle offensive contre les Jin en 316 et assiège Mindi dans sa capitale, qui finit par se rendre. L'ancien empereur est exécuté sur l'ordre du souverain Zhao Liu Cong en 318. Sima Rui prend alors le titre d'empereur, fondant la dynastie Jin de l'Est.